# Nao (robot)

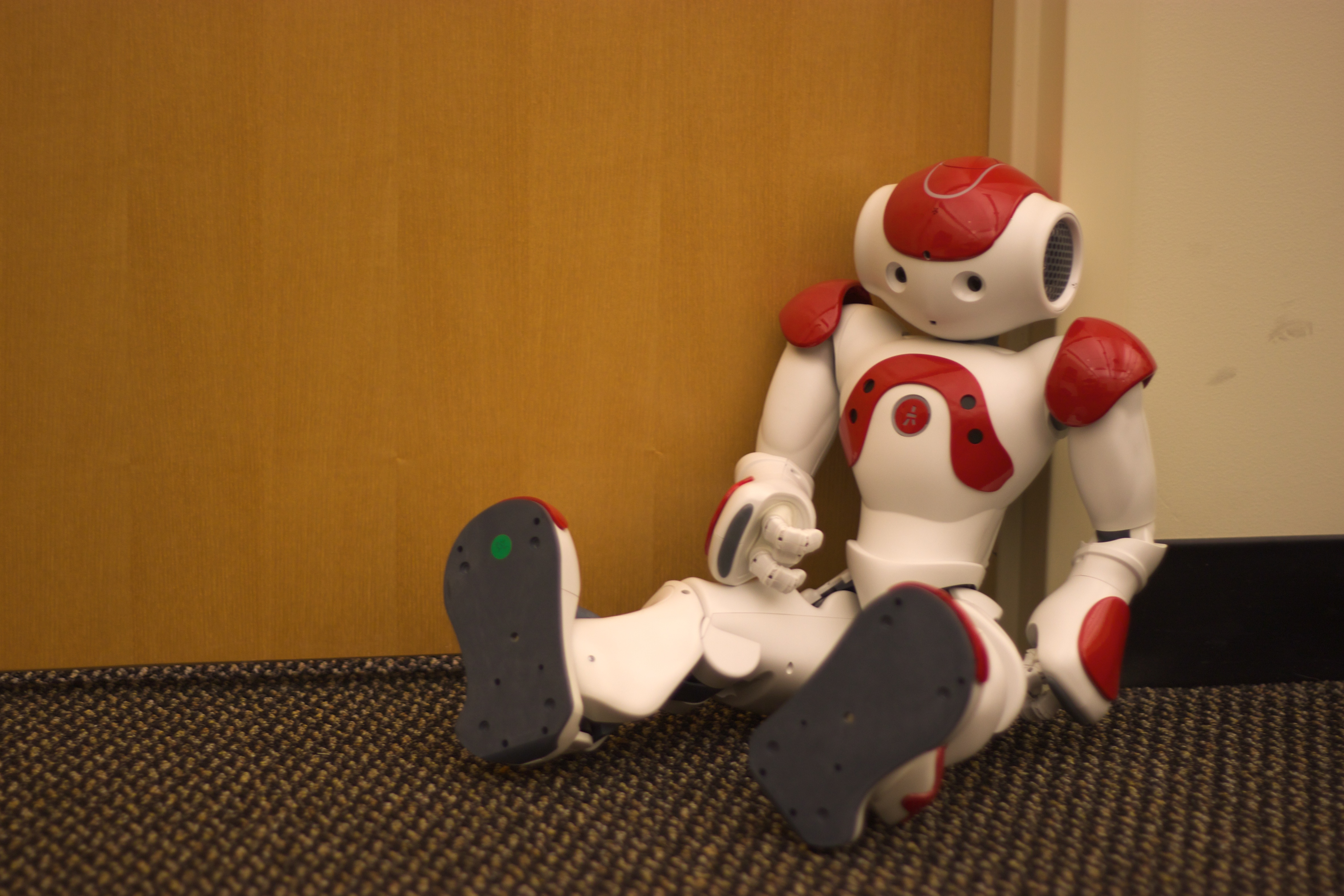
Prototypowa wersja robota Nao

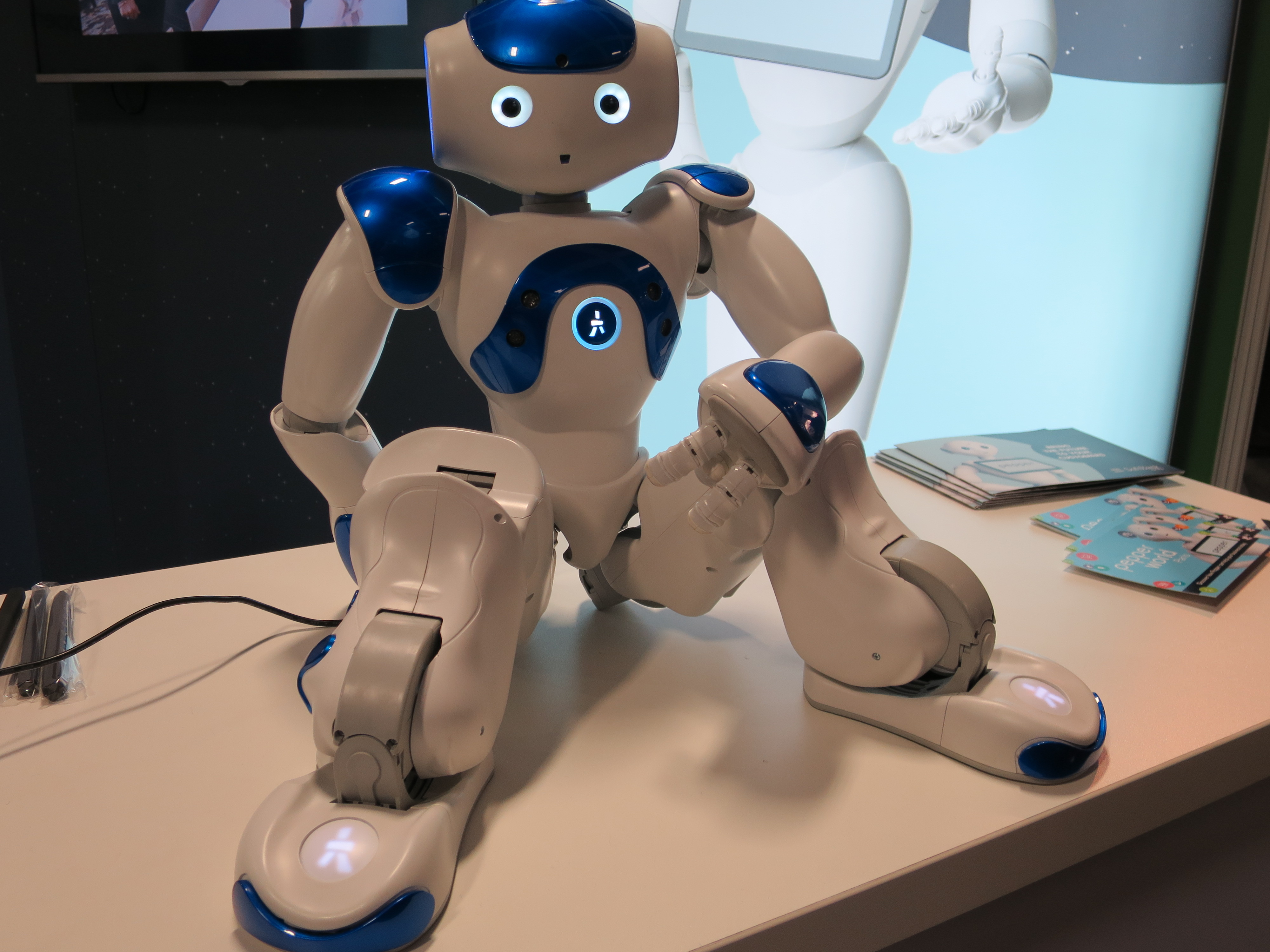
Nao na ITB Berlin 2017

Nao – autonomiczny, programowalny, humanoidalny robot tworzony przez francuską firmę Aldebaran Robotics, w 2015 roku przejętej przez SoftBank Group i przemianowanej na Softbank Robotics. Firma zatrudnia obecnie ponad 500 osób i posiada biura w wielu lokalizacjach na całym świecie, między innymi w Tokio, Paryżu, San Francisco i Szanghaju. Rozwój robota rozpoczął się wraz z zapoczątkowaniem Projektu Nao w 2004. 15. sierpnia 2007 Nao zastąpił robota AIBO firmy Sony na międzynarodowych zawodach robotów w piłce nożnej RoboCup. Nao był używany na RoboCup w latach 2008 i 2009, a w roku 2010 postanowiono wystawić NaoV3R.
Liczne wersje robota zostały wypuszczone od 2008 roku. Nao dla uczelni (The Nao Academics Edition) został stworzony dla uniwersytetów oraz laboratoriów w celach badawczych i edukacyjnych. W 2008 umożliwiono instytucjom zakup robota, a od 2011 jest on dostępny dla każdego. Od tamtej pory jest używany na wielu uczelniach na całym świecie, m.in. w:
1. Laboratorium Robotyki i Sztucznej Inteligencji Indyjskiego Instytutu Technologii Informacyjnej w Allahabad
2. Uniwersytecie Tokijskim
3. Indyjskim Instytucie Technologii w Kanpurrze
4. Uniwersytecie Paliwa i Minerałów im. Króla Fahda w Arabii Saudyjskiej

W grudniu 2011 Aldebaran Robotics stworzyło „Nao Next Gen (V4)” z udoskonalonym oprogramowaniem, mocniejszym procesorem i kamerami HD. W 2014 roku wyposzczona została wersja „Nao Evolution (V5)”. Najnowszą wersją, produkowaną od 2018 roku, jest „Nao Power 6 (V6)”, wyposażona w czterordzeniowy procesor Intel Atom.

## Specyfikacja
Wymiary robota to: 573 x 311 x 275 mm. Waży 5,2 kg. NAO ma wbudowane 2 głośniki i 4 mikrofony, dzięki którym jest w stanie określić kierunek i natężenie słyszanego dźwięku oraz rozpoznać ludzi, a także wyrazy i zdania wypowiedziane w jednym z 19 języków, dzięki oprogramowaniu firmy Nuance. Na głowie ma zamontowane 2 kamery wideo o max. rozdzielczości nagrywania 1280x960 px w tempie 30 kl/s. Jest w stanie rozpoznawać przedmioty i twarze, dzięki czemu można nauczyć go by podnosił rzeczy z podłogi lub przywitał znajomą osobę. Oprogramowanie Choregraphe pozwala NAO czytać na głos tekst napisany w jednym z 19 języków. Robot posiada także zestaw dwóch czujników IR w oczach i dwa dalmierze ultradźwiękowe umieszczone na klatce piersiowej. W utrzymaniu równowagi pomagają mu 2 żyroskopy, akcelerometr i 8 czujników nacisku umieszczonych w stopach. Pozycja każdej części ciała jest dokładnie śledzona dzięki 36 czujnikom hallotronowym w przegubach, dzięki czemu nigdy nie dojdzie do niechcianej kolizji między ruchliwymi kończynami NAO, zapewniającymi mu 25 stopni swobody. Za ruch ciała odpowiada 26 serwomotorów (szczotkowych, bezrdzeniowych). Ma wbudowaną bezprzewodową kartę sieciową umożliwiającą mu łączenie się z internetem. Oczy robota mogą przybierać różne kolory, reprezentując jego nastrój. Robot kontrolowany jest za pomocą systemu Linux.
Mózgiem maszyny jest komputer, wyposażony w procesor Intel Atom Z530, 1 GB RAM oraz 2 GB pamięci Flash z możliwością powiększenia jej o dodatkowe 8 GB dzięki czytnikowi kart MicroSD. Posiada port Ethernet i odbiornik WiFi.
Do tej pory stworzono 6 prototypów robota: AL01, AL02, AL03, AL04, AL05a, AL05b oraz wersja RoboCup.